# Haslauer-Block
Le Haslauer Block est un immeuble résidentiel classique classé situé sur la Ludwigstrasse, à Munich, en Allemagne. 

## Histoire
De 1827 à 1830, lors de la construction de trois maisons privées sur la Ludwigstrasse, à Munich, en Allemagne, l'architecte Leo von Klenze a été chargé par le roi Louis Ier de ne pas altérer l'apparence uniforme du boulevard. Klenze a donc intégré les trois bâtiments résidentiels derrière une façade florentine uniforme. Le fait que ce palais monumental soit composé de trois maisons individuelles peut être vu depuis les trois portes d'accès aux deux cours intérieures. La quatrième porte était un passage vers les jardins ducaux derrière le bâtiment. 
Le bâtiment a été gravement endommagé pendant la Seconde Guerre mondiale, de sorte qu'il a dû être complètement démoli et reconstruit par Erwin Schleich de 1960 à 1968. Lors de la reconstruction, celui ci a largement respecté les spécifications de Klenze, bien que la structure interne ne corresponde plus à l'ancien bâtiment. Au début du XXIe siècle, le bâtiment abrite des bureaux, des locaux d'habitation et des locaux commerciaux. 
Le Haslauer-Block est, entre autres, le siège de l'École de sciences politiques de Munich et est loué comme espace commercial sous le nom de « Ludwigpalais ».

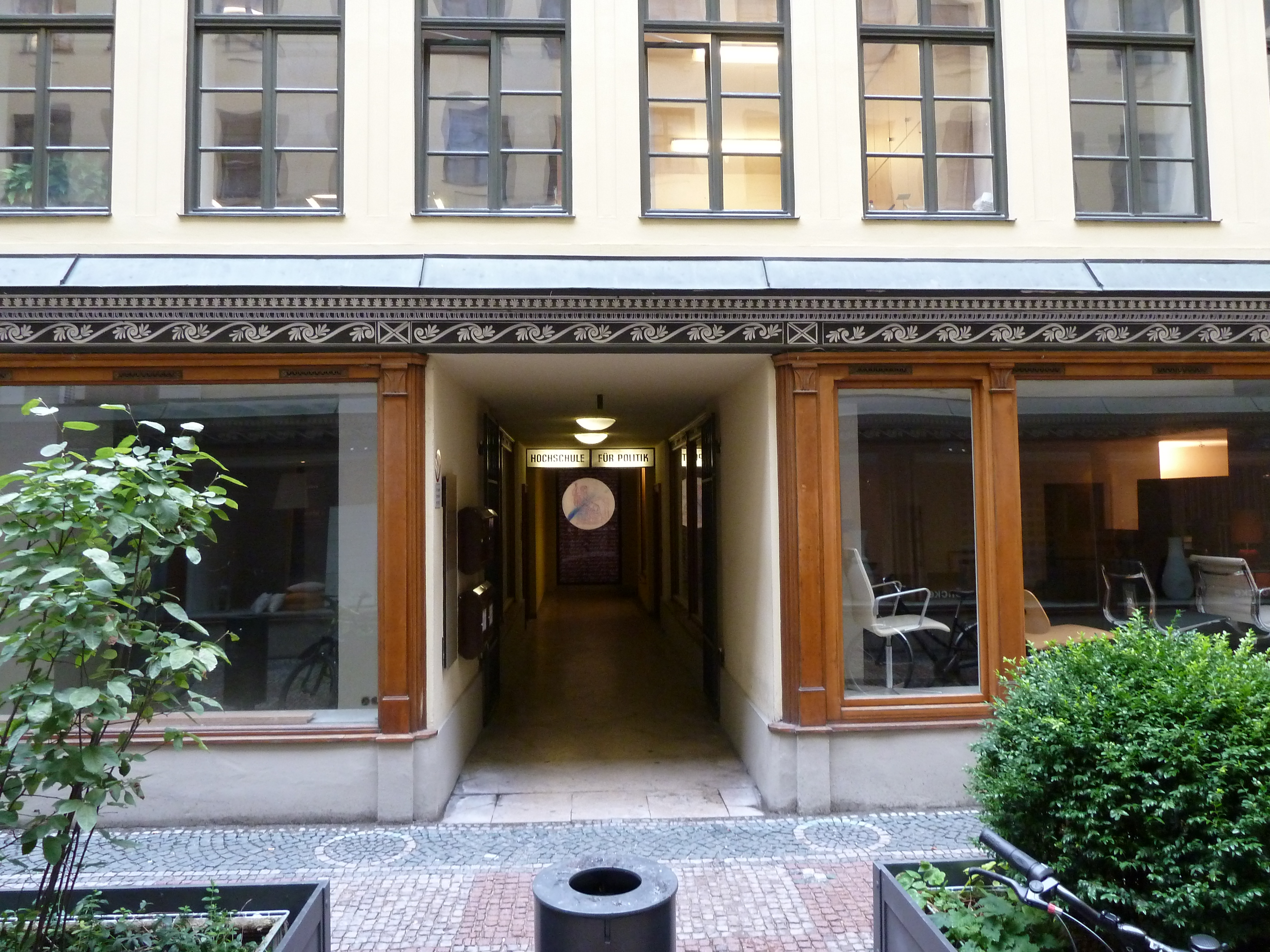
Entrée principale du HfP dans la cour intérieure.
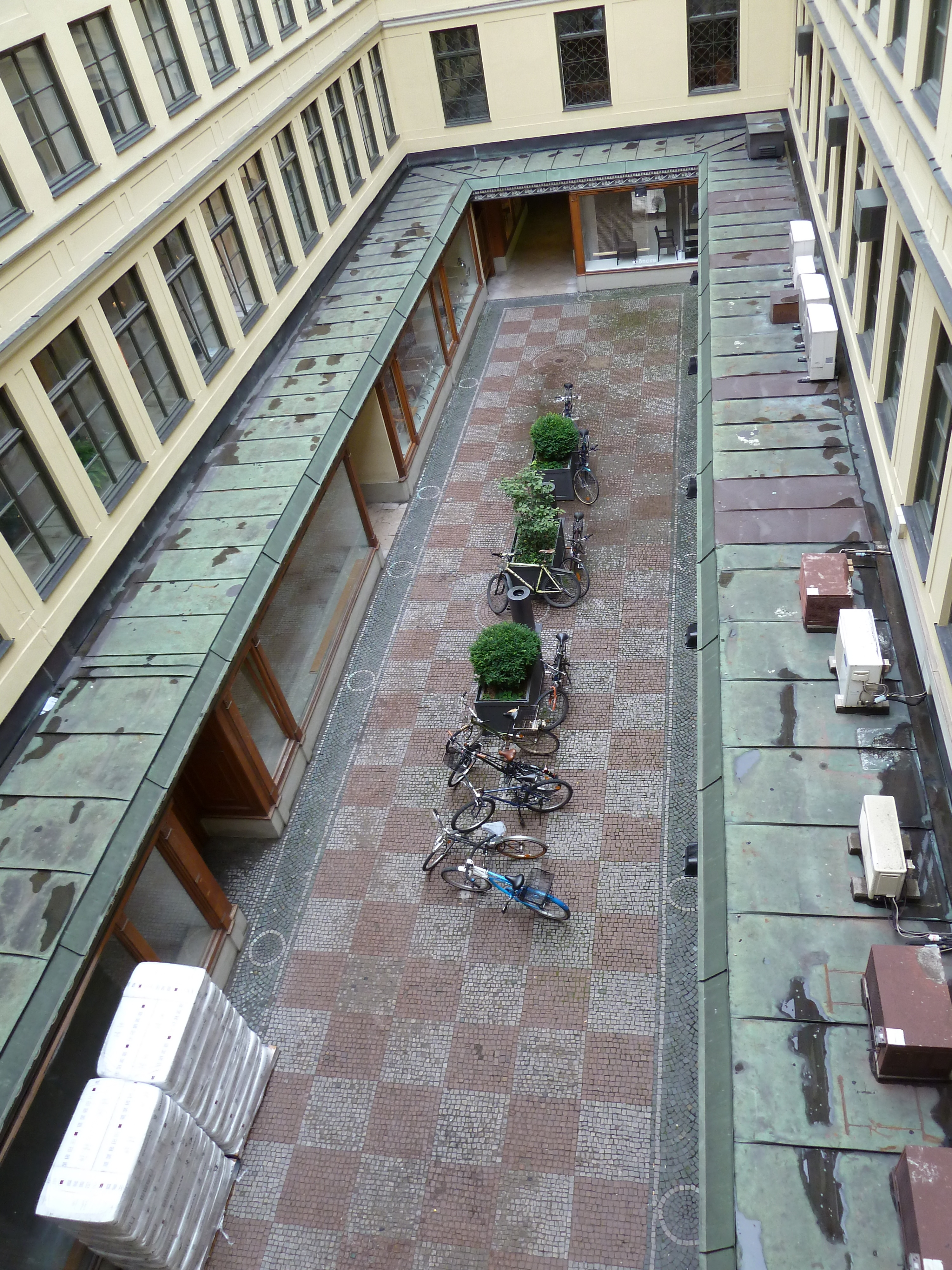
cour nord-ouest.